# コプリー・フィールディング
コプリ・フィールディング（Anthony Vandyke Copley Fielding、一般には Copley Fielding、1787年11月22日 - 1855年3月3日）はイギリスの画家である。

## 略歴
ウェスト・ヨークシャーのSowerby Bridgeに生まれた。父親のネイサン・セオドア・フィールディング（Nathan Theodore Fielding）は画家で、フィールディング家の息子たちは皆、画家になった。若い頃、王立水彩画協会（Royal Watercolour Society）の創立者の一人、ジョン・ヴァーリイ(John Varley)の弟子となった。1810年に王立水彩画協会の準会員、1813年に正会員になり、1831年に会長となり、没するまで会長を続けた。1824年に、サロン・ド・パリで金賞を受賞した。
優美な雰囲気のフィールディングの水彩画は人気があり、多くの海などの風景画を描いた。
フィールディングの作品はロンドンのヴィクトリア&アルバート博物館の水彩画ギャラリーなどで見ることができる。

## 作品

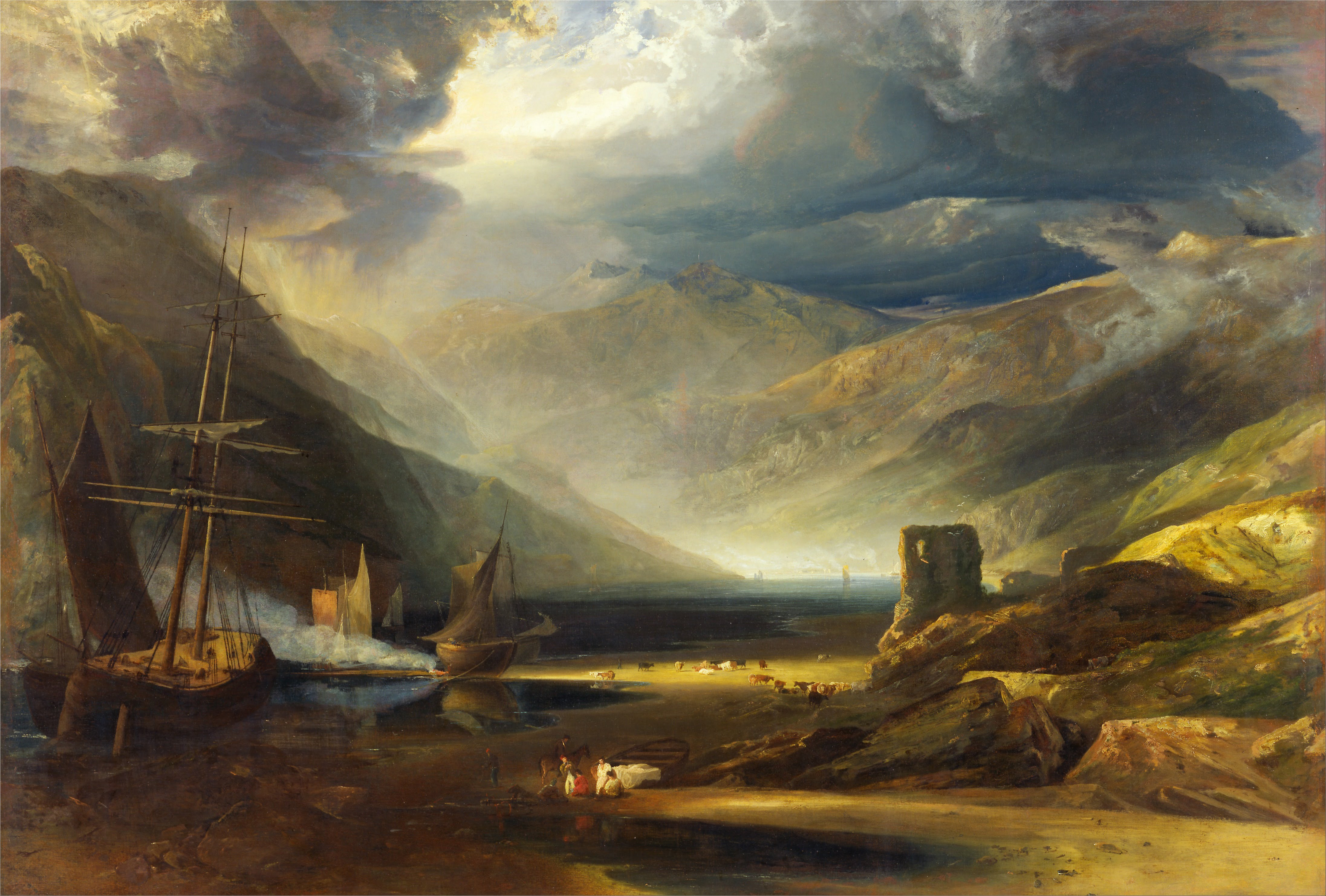
Storm Passing Off (1818)
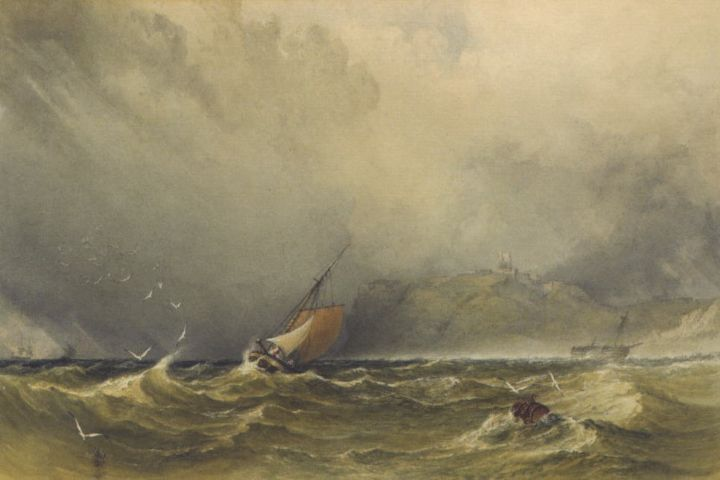
Scarborough Castle (1854)
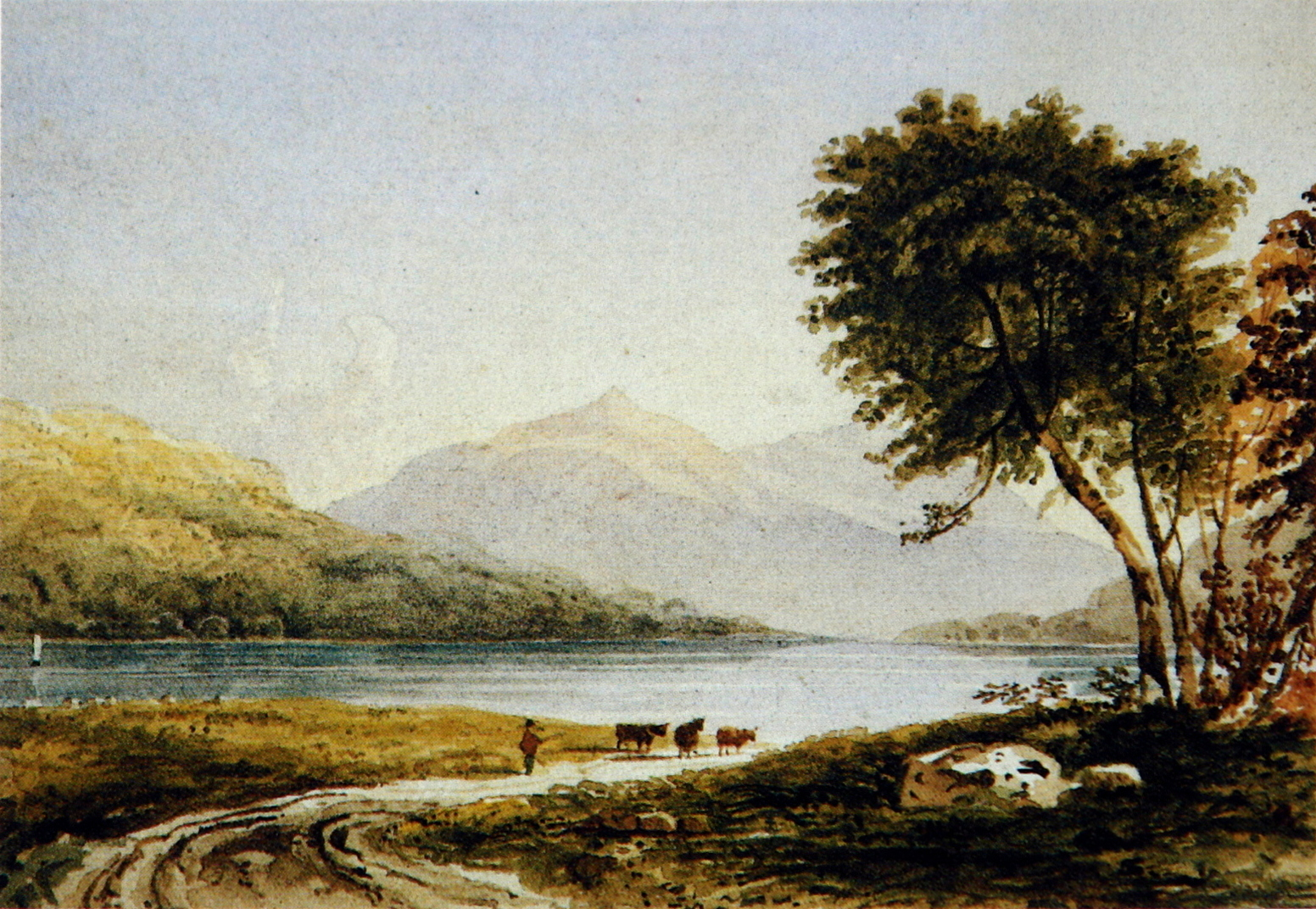
Loch Achray (c.1834)
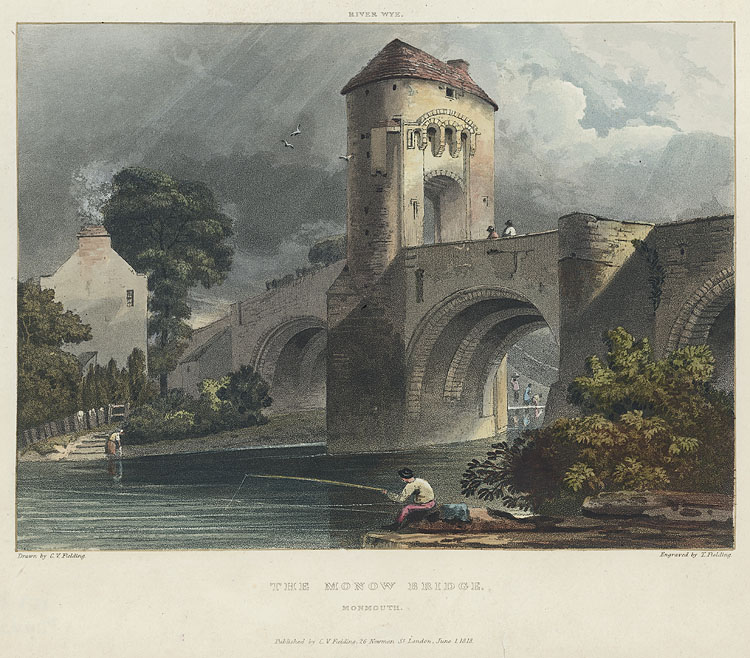
The Monow Bridge (1818)